# Sandra Magnus
Sandra Hall Magnus (født 30. oktober 1964 i Illinois) er en NASA-astronaut og har fløjet tre rumfærge-missioner. 
I 2002 var Magnus missionsspecialist på rumfærge-missionen STS-112 til Den Internationale Rumstation.
Sandra Magnus var besætningsmedlem på Den Internationale Rumstation, ISS Ekspedition 18 og har afløst Gregory Chamitoff ISS Ekspedition 17. Magnus ankom til rumstationen med rumfærgen Endeavour (STS-126) i november 2008 og vendte tilbage med rumfærgen Discovery (STS-119) i marts 2009.